# Ekholter Au
L'Ekholter Au o en baix alemany Eekholter Au és un afluent del Krückau a la conca de l'Elba d'una llargada d'uns 16 km que neix als aiguamolls del Liether Moor a Klein Nordende a l'estat de Slesvig-Holstein (Alemanya) i que desemboca al Krückau al barri de Kölln de la ciutat d'Elmshorn. El seu nom significa riu d'Ekholt (baix alemany Eekholt), un poble que avui forma part del municipi Seeth-Ekholt.
Desguassen els aiguamolls del Liether Moor que fa nou mill anys era un llac que es va formar després de l'últim període glacial, quan es van formar dunes a la costa que van impedir el desguàs. A poc a poc aquest llac es va enllotar i transformar-se en aiguamoll i prats humids, que a poc a poc l'home va assecar amb recs de desguàs.
A la fi dels anys 1950 es va executar un programa de rectificació de l'Au, el que va accelerar el cabal i facilitar les inundacions al Krückau. El 2000 es va decidir recuperar l'aiguamoll de l'Hammoor i deixar enfangar els múltiples recs que desguassaven a l'Ekholter Au i motivar els agricultors riberencs a deixar-se prats humids d'ús més extensiu. Des d'uns anys s'organitzen unes accions per a recuperar el riu i recrear boscs de ribera en col·laboració amb els instituts per sensibilitzar els alumnes a l'ecosistema fluvial. Ja es van suprimir uns obstacles que impedien el pas als peixos, però el cabal sempre queda massa elevat, el que accelera l'erosió i redueix les zones tranquils, necessàries perquè la flora i fauna puguin establir-se.

## Afluent
- Vielmoor Au[8]